# Unter-Mengelbach

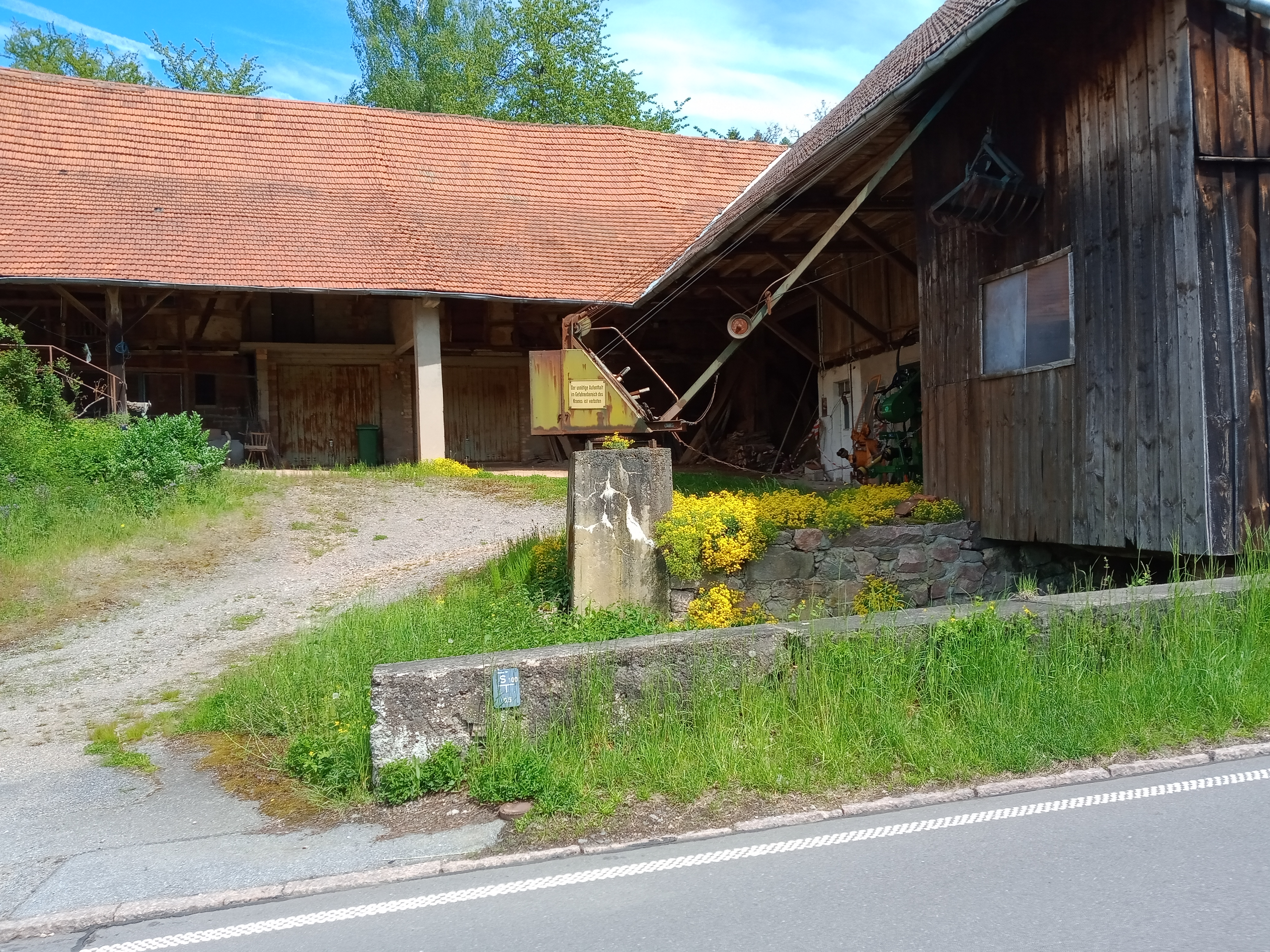
Ein Hof in Unter-Mengelbach (2021)

Unter-Mengelbach ist eine Siedlung im Ortsteil Zotzenbach der Gemeinde Rimbach im südhessischen Landkreis Bergstraße.
Die Siedlung liegt im Odenwald fünf Kilometer südlich von Rimbach. Durch den Ort verläuft die Kreisstraße 21. Unter-Mengelbach und Zotzenbach bilden eine gemeinsame Gemarkung, die 7,68 km² groß ist.
Erstmals urkundlich erwähnt wurde der Ort im Jahre 1820. Er wurde in den Statistiken des Großherzogtums Hessen als „zu Zotzenbach gehörige Höfe“ geführt.
Die Statistisch-topographisch-historische Beschreibung des Großherzogthums Hessen berichtet 1829 über Unter-Mengelbach:

„Untermengelbach (L. Bez. Lindenfels) Hof; gehört zu Zotzenbach und besteht aus 3 Bauernwohnungen und 1 Taglöhnershaus.“

1867 wurden für Unter-Mengelbacher Höfe fünf Häuser mit 55 Einwohnern gezählt.